# Lars Wernecke
Lars Wernecke (* 1966 in Hamburg) ist ein deutscher Theaterautor, Regisseur und Oberspielleiter.

## Leben
Lars Wernecke wurde 1966 in Hamburg geboren. Er ging in Ahrensburg bei Hamburg zur Schule und legte dort 1985 sein Abitur ab. Die musikalische Ausbildung im Gesang, im Gitarren- und Klarinettenspiel sowie in Musiktheorie und Komposition erfolgte seit Werneckes zwölftem Lebensjahr. 1987 nahm er ein Studium der Psychologie an der Universität Hamburg auf und wechselte 1990 an die Universität für Musik und darstellende Kunst Graz, wo er Schauspieltheater-Regie studierte und 1993 seinen Abschluss machte. Parallel zum Studium war er als Leiter des Jungen Theater Ahrensburg sowie als Regisseur und Schauspieler tätig. Regieassistenzen am Deutschen Schauspielhaus Hamburg, an der Grazer Oper, dem Wiener Theater Gruppe 80 und dem Schauspiel Essen bei bekannten Regisseuren wie Michael Bogdanov, Peter Konwitschny und Jürgen Bosse folgten. Wernecke war als Gastprofessor an der Universität für Musik und darstellende Kunst Graz sowie an der Universität Potsdam tätig.
Seit 1990 arbeitet Wernecke als freier Theaterautor, seit 1998 als freier Regisseur. Er inszenierte zahlreiche Opern, etwa von Henry Purcell, Arthur Sullivan oder Christoph Willibald Gluck, und Theaterstücke von überwiegend zeitgenössischen Dramatikern, etwa die deutschsprachige Erstaufführung von Philippe Minyanas "Sechs Welten", Michel Vinavers "Flug in die Anden", Elias Canettis "Die Befristeten" und Harold Pinters "Die Geburtstagsfeier". Werneckes Inszenierungen waren u. a. am Renaissance-Theater Berlin, der Komödie am Kurfürstendamm, dem Markgrafentheater in Erlangen oder dem Nikolaisaal in Potsdam zu sehen. Seit 2001 inszeniert er regelmäßig am Gostner Hoftheater (u. a. Torsten Buchsteiners "Nordost" und die deutschsprachige Erstaufführung von Philip Ridleys "Vincent River") und seit 2006 am Schlosstheater Celle (u. a. Curt Goetz Komödie "Ingeborg", Irmgard Keuns "Das kunstseidene Mädchen", "Die fetten Jahre sind vorbei" nach dem gleichnamigen Film von Hans Weingartner und "Die 39 Stufen" nach Alfred Hitchcock). Am Südthüringischen Staatstheater Meiningen inszenierte er 2009 "Misery" nach Stephen King, wo er ab 2013 in einem festen Engagement als Oberspielleiter für die Sparten Schauspiel und Oper arbeitet.
Lars Wernecke lebt in Hamburg.

## Werk
Werneckes Stücke setzen sich oft mit gesellschaftlich tabuisierten Themen auseinander wie Suizid und Sterbehilfe (so im Stück "freitot") oder Pädophilie (Orpheus Britannicus), ohne jedoch starke Wertungen vorzunehmen. Über sein Stück "freitot", das auf einem Artikel aus dem Stern beruht, sagte Wernecke: „Dieser Monolog ist weder als Werbung noch als Verteufelung institutionalisierter Sterbehilfe zu verstehen. Aber er mag ein Plädoyer dafür sein, einem gesellschaftlichen Problem nicht länger aufgrund von moralischen Scheuklappen aus dem Wege zu gehen.“
In Orpheus Britannicus, einem Schauspiel mit Musik über eine fiktive Episode aus dem Leben Benjamin Brittens, in der es zu einer Begegnung zwischen dem jungen Britten und einer sich als Henry Purcell ausgebenden Figur kommt, werden sexuelle Tabus, Kriegserfahrungen und die emotionale Kraft der Musik thematisiert.
Werneckes Theater- und Musiktheaterstücke werden auf Bühnen in ganz Deutschland aufgeführt.

### Werkauswahl
- Berlin Comedian Harmonists – Verrückte Zeiten (2009)
- Orpheus Britannicus. Schauspiel mit Musik von Benjamin Britten und Henry Purcell (2008)
- "freitot" (2006)
- Sweet Sweet Smile (2006)
- Illusionen – Alexandras Leben (2002)
- Suite einer Angst (1998)
- Der Hai (1997)
- Letzte Erregungen (1995)
- Kakerlaken oder Die Vertilgung (1991)
- Die Erschöpfungsgeschichte
- Die häutige Zeit
- Nur ein Malheur